# Breda Racing
La Breda racing è un costruttore di componenti ed attrezzature per auto da corsa. La produzione di componenti meccanici è realizzata per rinomati costruttori italiani  ma anche per alcuni costruttori esteri.  Per quanto riguarda le attrezzature prodotte, l'azienda è specializzata in attrezzature di elevata qualità e precisione come sollevatori pneumatici, ruote e pianetti di assetto con celle di carico, sistemi ultrapiatti di pesatura di  precisione, sistemi di rifornimento e attrezzature speciali per i  vari campionati formula ta cui anche  formula uno ma anche per il dtm, lmp1,lmp2, lmp3 e gt.

## Costruttore Auto
Negli anni '90 la Breda produsse una propria barchetta sport-prototipo destinata prevalentemente nelle gare di Cronoscalata, nel Campionato Italiano Prototipi e nelle gare Autoslalom, ma dopo qualche anno chiude l'avventura di costruttore di una propria auto e si concentra nella sua attività principale di costruttore e fornitore di componentistica ed attrezzature per auto da corsa.